# Wandile Mjekevu

a Compétitions nationales et continentales officielles uniquement.

Dernière mise à jour le 12 octobre 2021.
Wandile Gabada Mjekevu, né le 7 janvier 1991 à Durban, est un joueur sud-africain de rugby à XV qui évolue au poste de trois-quarts aile ou de trois-quarts centre.

## Biographie

### Débuts en Afrique du Sud
Formé chez les Lions de Johannesbourg, Wandile Mjekevu est sélectionné dans l'équipe d'Afrique du Sud des moins de 20 ans pour les Championnats du monde junior 2010 et 2011. Il débute en Super 14 en 2010 avec les Lions à l'occasion d'une rencontre face aux Stormers. Lors de son second match, il inscrit un triplé face aux Chiefs néo-zélandais, n'empêchant pas la défaite de son équipe (65-72). Il ensuite retenu pour une rencontre de Currie Cup face aux Pumas, mais il ne sortira pas du banc des remplaçants. Il disputera la saison suivante uniquement la Vodacom Cup.
La saison suivante, il rejoint sa province natale, les Natal Sharks, avec qui il dispute la Vodacom Cup. En avril 2013, il est recruté par le club français de l'USA Perpignan.

### Départ en Europe à Perpignan
Lors de sa première saison, il dispute quinze rencontres en Top 14, inscrit quatre essais, ainsi que trois rencontres de coupe d'Europe où il inscrit deux essais, les deux face à la franchise écossaise d'Édimbourg Rugby,. Malgré la rétrogradation de Perpignan en Pro D2, il prolonge avec le club catalan pour deux saisons supplémentaires. Lors de la saison suivante, il dispute dix-huit rencontres et inscrit dix essais.

### Retour en Afrique du Sud chez les Southern Kings
En juin 2015, il annonce qu'il retourne en Afrique du Sud, pour évoluer avec les équipes de Durban, les Natal Sharks et les Sharks. Avec l'équipe des Natal Sharks, il commence la saison 2015 de la Currie Cup. En manque de temps de jeu en Super Rugby avec les Sharks, il est prêté aux Southern Kings qui viennent d'intégrer la compétition dans le cadre d'un élargissement à dix-huit équipes (contre quinze au par-avant). Il dispute quatre rencontres et inscrit trois essais. Après avoir disputé la Currie Cup avec les Natal Sharks, il rejoint de nouveau les Kings pour la saison 2017.

### Arrivée à Toulouse
En août 2017, il revient en France et fait son retour en Top 14 en signant un contrat avec le Stade toulousain en tant que joker médical d'Arthur Bonneval.

### Retour à Perpignan
Lors de la saison 2018-2019, il retourne à Perpignan promu en en Top 14.

### Arrivée à Albi
Il évolue pour la saison 2020-2021 en Nationale au SC Albi.

### Arrivée à Chambéry
Pour la saison 2021-2022 il reste en Nationale en rejoignant le SO Chambéry.